# Jacques Bernus
Pour les articles homonymes, voir Bernus.
Jacques Bernus né le 15 décembre 1650 à Mazan (à côté de Carpentras) et mort à Mazan le 25 mars 1728, est un sculpteur français de l'art religieux et baroque.

## Formation
Jacques Bernus naquit à Mazan dans le Comtat Venaissin, où son père, Noël Bernus, exerçait lui-même la profession de sculpteur. Sa mère, Marie Rey de Bédoin, eut dix enfants. Il reçut une formation paternelle en art et lors de formation dans d'autres ateliers d'artistes, il rencontra d'autres élèves tels que Jean Péru sculpteur avignonais et Jean Dedieu sculpteur arlésien.
Il partit à Toulon recevoir une formation dans l'atelier du maître Nicolas Levray, sculpteur à l'arsenal de Toulon. Nicolas Levray, qui est directeur de l'atelier de sculpture à l'arsenal de Toulon, lui propose de devenir son successeur. Jacques Bernus refusa la proposition et préféra revenir s'installer dans sa ville natale. Il refusa également une offre de Laurent Buty, évêque de Carpentras de 1691 à 1710, de l'envoyer à Rome pour parfaire son art. Il s'en retourna dans sa région natale en 1668 entre Avignon, Orange, Carpentras et Mazan.

## Œuvres

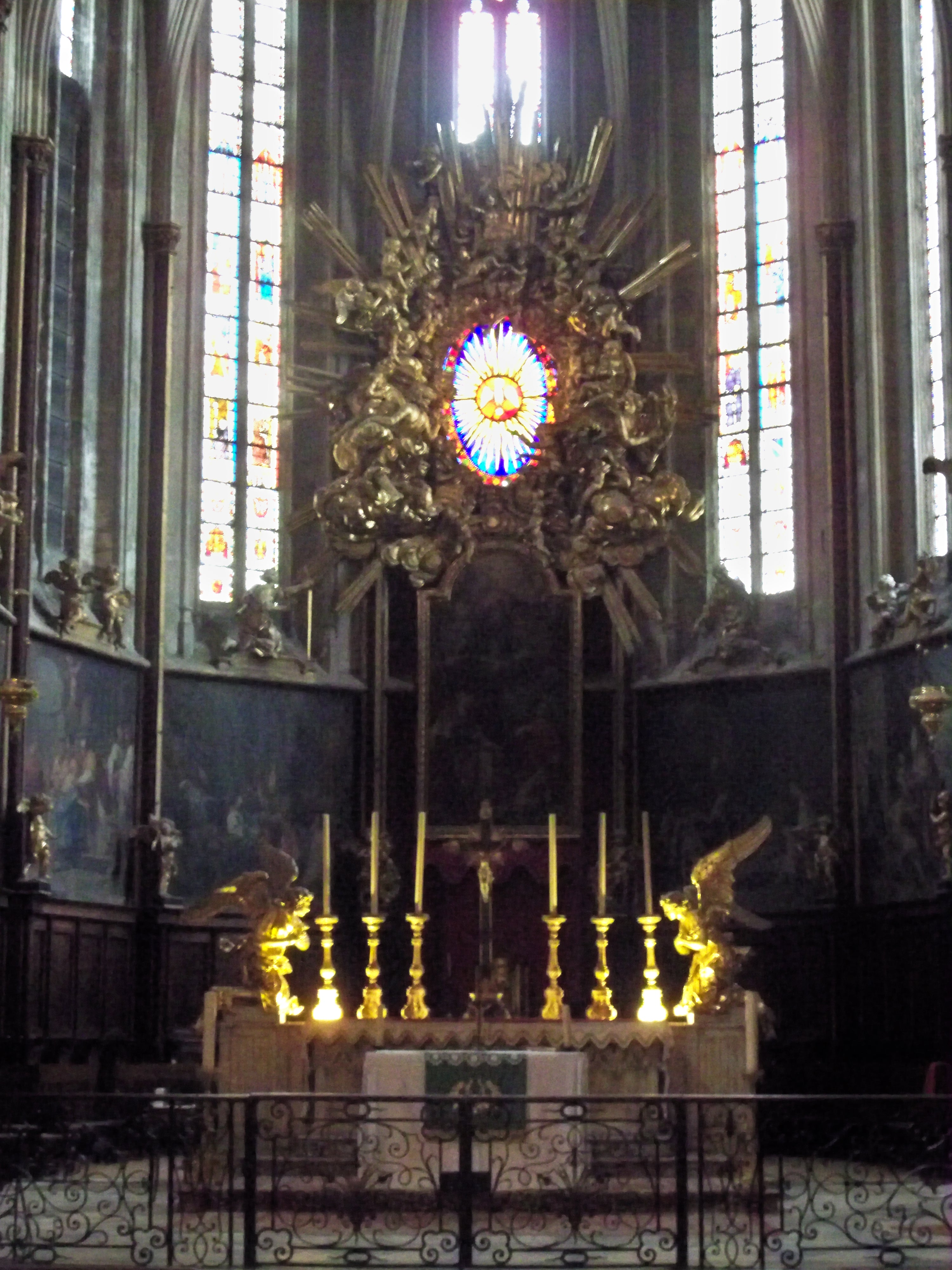
Le maître-autel et la Gloire en bois doré de la cathédrale Saint-Siffrein de Carpentras, deux des œuvres de Jacques Bernus.

En 1686, il est chargé de l'exécution du monument de monseigneur Gaspard de Lascaris de Vintimille, évêque de Carpentras.
La période de 1692 à 1708 a été la plus fructueuse de sa carrière. L'évêque Laurent Buty lui confie la décoration du chœur, du maître-autel, du tabernacle avec des anges et une Gloire en bois doré et le sanctuaire de la cathédrale Saint-Siffrein de Carpentras, ainsi que la propre tombe de l'évêque Buty en marbre.
Jacques Bernus sculpta un grand nombre de statues, bustes, anges, tombeaux et mobilier ecclésiastique pour les églises de la région provençale. Ses œuvres étaient majoritairement en bois et étaient essentiellement de nature religieuse. Une Vierge à l'enfant, ornant la façade de la Maison Générat, à Cucuron, lui est attribué.
La salle de cinéma Le César de la ville d'Apt, située dans l'ancienne chapelle de la confrérie des Pénitents Blancs, dissimule derrière le mur de scène, une fresque ainsi que des panneaux de bois sculptés par Jacques Bernus.
Il a développé un style élégant et délicat dans sa modélisation des formes et des draperies qui entourent les personnages dans des attitudes vivantes.
Parvenu à un âge avancé, il donne une dernière preuve de son talent dans une Vierge du Magnificat commandée par Gaspard Fortia, marquis de Montréal, pour Bédarrides.
Jacques Bernus meurt le 25 mars 1728 dans sa ville natale de Mazan.